# Табачненська сільська рада (Джанкойський район)
Таба́чненська сільська́ ра́да — адміністративно-територіальна одиниця та орган місцевого самоврядування у Джанкойському районі Автономної Республіки Крим. Адміністративний центр — село Табачне.

## Загальні відомості
- Населення ради: 2 233 особи (станом на 2001 рік)

## Населені пункти
Сільській раді підпорядковані населені пункти:
- с. Табачне
- с. Новосільцеве
- с. Федорівка
- с. Хлібне

## Склад ради
Рада складається з 16 депутатів та голови.
- Голова ради: Процик Юлія Адамівна

### Керівний склад попередніх скликань
| Прізвище, ім'я, по батькові | Основні відомості                                                                             | Дата обрання | Дата звільнення |
| --------------------------- | --------------------------------------------------------------------------------------------- | ------------ | --------------- |
| Орлов Василь Анатолійович   | Сільський голова, 1950 року народження, член Соціал-демократичної партії України (об'єднаної) | 26.03.2006   | 31.10.2010      |
| Процик Юлія Адамівна        | Сільський голова, 1969 року народження, освіта вища                                           | 31.10.2010   |                 |

Примітка: таблиця складена за даними сайту Верховної Ради України

### Депутати
За результатами місцевих виборів 2010 року депутатами ради стали:

#### За суб'єктами висування
| Суб'єкт висування | Кількість обраних депутатів | %    |
| ----------------- | --------------------------- | ---- |
| Партія регіонів   | 13                          | 81,3 |
| Самовисування     | 3                           | 18,8 |

#### За округами
| № округу        | Прізвище, ім'я, по батькові  | Дата визнання обраним | Освіта             | Партійна приналежність | Відомості про обраного депутата                                        |
| --------------- | ---------------------------- | --------------------- | ------------------ | ---------------------- | ---------------------------------------------------------------------- |
| Партія регіонів |                              |                       |                    |                        |                                                                        |
| 1               | Павлович Інна Олегівна       | 05.11.2010            | середня спеціальна | позапартійна           | агроцех № 65 ДП «Ілліч-Агро Крим», медична сестра                      |
| 2               | Ісмаілова Ельвіра Османівна  | 05.11.2010            | вища               | позапартійна           | Табачненська загальноосвітня школа, вчитель                            |
| 5               | Артемова Світлана Миколаївни | 05.11.2010            | вища               | позапартійна           | Табачненська загальноосвітня школа, вчитель                            |
| 6               | Мечикова Любов Андріївна     | 05.11.2010            | вища               | позапартійна           | Табачненська сільська рада, головний бухгалтер                         |
| 7               | Бороденко Олександр Іванович | 05.11.2010            | середня            | член Партії регіонів   | Табачненська сільська рада, водій шкільного автобуса                   |
| 9               | Мальчук Іван Іванович        | 05.11.2010            | середня            | позапартійний          | ДП "Ілліч -Агро-Крим"Агроцех № 65", тракторист-машиніст                |
| 10              | Кіденко Марія Миколаївна     | 05.11.2010            | вища               | член Партії регіонів   | Табачненська сільська рада, секретар                                   |
| 11              | Бєлялов Сервер Енверович     | 05.11.2010            | середня            | позапартійний          | ДП "Ілліч-Агро-Крим"Агроцех № 65, охоронець                            |
| 12              | Тищенко Наталля Іванівна     | 05.11.2010            | середня            | член Партії регіонів   | дитячий садок с. Новосільцеве, завгосп                                 |
| 13              | Кошмак Людмила Павлівна      | 05.11.2010            | середня            | позапартійна           | пенсіонер                                                              |
| 14              | Дзюба Алла Володимирівна     | 05.11.2010            | вища               | позапартійна           | дитячий садок с. Новосільцеве, завідувачка                             |
| 15              | Аблаєва Ельвіра Сейдаметівна | 05.11.2010            | середня            | член Партії регіонів   | фельдшерсько-акушерський пункт с. Новосільцеве, завідувачка            |
| 16              | Дзюба Ігор Володимирович     | 05.11.2010            | середня            | член Партії регіонів   | дитячий садок с. Новосільцеве, охоронець                               |
| Самовисування   |                              |                       |                    |                        |                                                                        |
| 3               | Асанов Расім Усеінович       | 05.11.2010            | середня            | позапартійний          | агроцех № 65 ДП «Ілліч-Агро Крим», начальник комунального господарства |
| 4               | Серба Віктор Борисович       | 05.11.2010            | вища               | позапартійний          | ДП «Ілліч-Агро-Крим» Агроцех № 65, керівник служби постачання та збуту |
| 8               | Шпанчук Сергій Васильович    | 05.11.2010            | вища               | позапартійний          | ДП «Ілліч-Агро-Крим» Агроцех№ 65, агент торговий                       |